# Cercle oculaire
Terme utilisé en physique pour désigner l'image de la monture de l'objectif donnée par l'oculaire, l'objectif et l'oculaire étant deux lentilles minces convergentes utilisées dans les appareils optiques tels que microscope optique, télescope de newton et lunette astronomique.
Le cercle oculaire correspond à la section la plus étroite du faisceau sortant de l'oculaire, où l'œil reçoit le maximum de lumière.
Expérimentalement l'œil regarde par l'oculaire l'image formée par l'objectif : à l'endroit où l'œil perçoit l'image la plus complète se trouve le cercle oculaire.
Pour le trouver de manière théorique il faut schématiser l'instrument d'optique et les rayons qui traversent respectivement l'objectif puis l'oculaire. Il faut construire deux des trois couples de rayons incidents (issus des extrémités de l'objectif) suivants:
- les rayons passant par le centre optique de l'oculaire
- Les rayons passant par le foyer objet de l'oculaire
- Les rayons parallèles à l'axe optique commun des lentilles, passant donc par le foyer image de l'oculaire.

On obtient ainsi l'intersection de deux rayons à chaque extrémité du cercle oculaire, dans le plan focal image de l'oculaire. L'abscisse de ces deux points sur l'axe optique donne la position du cercle oculaire; le diamètre de ce cercle correspond à la distance entre ces deux points. Le diamètre du cercle oculaire d'une lunette astronomique peut aussi être déterminé par calcul ; il est égal au diamètre de l'objectif divisé par le grossissement de la lunette divisé par deux.
Si on appelle « d » le diamètre du cercle oculaire et « D » le diamètre de l'objectif, on obtient l'égalité :
{\displaystyle 2d=}{\displaystyle {\frac {D}{G}}}   avec G le grossissement.
Un bon instrument d'optique doit avoir un cercle oculaire de diamètre plus petit que celui de la pupille pour permettre une vision optimale de l'objet, le diamètre d'une pupille dilatée étant d'environ 8 mm. On remarquera que l'œil reçoit ainsi beaucoup plus de lumière qu'en observant directement l'objet. On appelle un tel instrument d'optique un « collecteur de lumière ».